# Hugh Graham
Hugh Graham (18 juillet 1848 à Athelstan - 28 janvier 1938 à Montréal), 1er baron Atholstan, est un baron de la presse.

## Biographie
Hugh Graham naît à Athelstan, maintenant Hinchinbrooke, près d'Huntingdon au Québec, de parents d'origine écossaise. Hugh étudie à Huntingdon. Il quitte l'école à 14 ans et travaille un moment pour le Daily Telegraph de Montréal. Envisageant de passer sa vie dans le monde de la presse, il désire avoir son propre journal.
Avec George T. Lanigan (en), jeune journaliste, 98 dollars en poche et un endosseur pour 1 000 dollars, il achète une presse usagée et engage des employés. Le 16 janvier 1869, la première édition du Evening Star paraît.
Il passera le reste de sa vie à la tête de ce journal qui deviendra The Montreal Star.
Le succès du journal permettra à Hugh Graham d'accéder au titre de chevalier en 1908, puis à celui de baron — il devient lord Atholstan — en 1917.